# 谢明 (1919年)
谢明（1919年—1990年4月15日），原名金锦如，男，江苏省上海县人，中华人民共和国政治人物，曾任中华人民共和国财政部副部长，中国会计学会会长。
1938年3月参加八路军。1939年1月加入中国共产党。任八路军一二九师供给学校教员、华北财经学校高级政指导员、冀鲁豫抗战学院训导科科长、濮阳市工商局副局长。
中华人民共和国成立后，任旅大行署财政厅副厅长，大连市财政局局长，东北人民政府财政部税政金融处副处长，中国人民银行东北区行计划处处长，东北行政委员会财经委员会财政金融处处长，国家财政部经济建设财务司副司长、贸易交通财务司、商业贸易财务司副司长、司长。1979年2月27日任财政部副部长、1983年6月任财政部顾问。1987年6月退休，任财政部特聘顾问，当选为中国会计学会会长，中国注册会计师协会名誉会长、中华会计函授学校名誉校长。 
1990年在主持"全国首届会计知识大赛"期间,因患突发性脑血栓,经抢救无效,不幸于1990年4月15日在北京逝世,终年71岁。